# Liste der Monuments historiques in Pontivy
Die Liste der Monuments historiques in Pontivy führt die Monuments historiques in der französischen Gemeinde Pontivy auf.

## Liste der Bauwerke
| Bezeichnung                                 | Beschreibung | Standort                                                      | Kennzeichnung | Schutzstatus   | Datum     | Bild |
| ------------------------------------------- | ------------ | ------------------------------------------------------------- | ------------- | -------------- | --------- | ---- |
| Basilika Notre-Dame-de-la-Joie              |              | Place Bourdonnay-du-Clézio (Lage)                             | PA00091571    | Inscrit        | 1925      |      |
| Kaserne Clisson                             |              | Rue du Deuxième-Chasseur-à-Cheval 1 rue Julien-Guidard (Lage) | PA00091565    | Inscrit        | 1980      |      |
| Kapelle                                     |              | La Houssaye (Lage)                                            | PA00091566    | Inscrit        | 1935      |      |
| Kapelle Sainte-Tréphine                     |              | (Lage)                                                        | PA00091567    | Classé         | 1968      |      |
| Schloss                                     |              | Rue du Général-de-Gaulle (Lage)                               | PA00091568    | Inscrit Classé | 1925 1953 |      |
| Schloss                                     |              | La Villeneuve du Gros Chêne (Lage)                            | PA00091569    | Inscrit        | 1933      |      |
| Kreuz                                       |              | La Houssaye (Lage)                                            | PA00091570    | Inscrit        | 1934      |      |
| Kirche St-Joseph                            |              | Rue Nationale (Lage)                                          | PA00091572    | Inscrit        | 1985      |      |
| Kirche St-Mériadec mit Wurzel-Jesse-Fenster |              | Rue des Déportés im Ortsteil Stival (Lage)                    | PA00091573    | Inscrit Classé | 1933 1985 |      |
| Fontaine de Saint-Mériadec                  |              | Stival (Lage)                                                 | PA00091574    | Inscrit        | 1928      |      |
| Magasin à fourrages                         |              | 34, rue Marengo (Lage)                                        | PA56000085    | Inscrit        | 2018      |      |
| Haus                                        |              | 14, rue du Pont (Lage)                                        | PA00091579    | Inscrit        | 1934      |      |
| Haus                                        |              | 16, rue du Pont (Lage)                                        | PA00091580    | Inscrit        | 1933      |      |
| Haus                                        |              | 4, rue du Fil (Lage)                                          | PA00091575    | Inscrit        | 1933      |      |
| Haus                                        |              | 6, rue Fil (Lage)                                             | PA00091576    | Inscrit        | 1933      |      |
| Haus der drei Pfeiler                       |              | Rue du Docteur-Ange-Guépin (Lage)                             | PA00091577    | Inscrit        | 1933      |      |
| Rendez-vous de chasse des Rohan             |              | Rue Lorois Rue du Général-de-Gaulle (Lage)                    | PA00091578    | Classé         | 1930      |      |
| Tumulus von Nillizien                       |              | Rue Nationale (Lage)                                          | PA00091581    | Classé         | 1892      |      |
| Theater                                     |              | Rue de Lourmel (Lage)                                         | PA00091582    | Inscrit        | 1988      |      |

## Liste der Objekte
- Monuments historiques (Objekte) in Pontivy in der Base Palissy des französischen Kultusministeriums